# Міжнародна ліга трудящих ― Четвертий Інтернаціонал
Міжнаро́дна лі́га трудя́щих – Четве́ртий Інтернаціона́л (МЛТ–ЧІ) ― комуністичний інтернаціонал троцькістського спрямування, заснований Науелем Морено 1982 року. Є однією з організацій, які вважають себе спадкоємницями Четвертого Інтернаціоналу, заснованого Левом Троцьким у 1938 році.  
МЛТ–ЧІ стоїть на позиціях революційного марксизму, виступаючи за перманентну революцію, незалежність робітничого класу від буржуазних урядів і партій, боротьбу проти всіх форм імперіалізму та сталінізму. Ліга об'єднує секції в багатьох країнах американського континенту, а також Європи.   

## Історія

### Ранні витоки
Витоки МЛТ–ЧІ сягають 1944 року, коли в Аргентині виникла невелика група під керівництвом Науеля Морено — Група робітничих марксистів (ісп. Grupo Operário Marxista). Згідно з документами, опублікованими самою організацією, їхня тенденція існує під різними назвами з 1953 року. 
Головною метою тенденції на початковому етапі було закріплення на заводах, щоб подолати маргінальний й елітно-інтелектуалізований характер аргентинського троцькістського руху. Свої перші роки група описує як період робітничого ухилу, сектантства і пропагандизму: вона не працювала серед студентства, а основою діяльності було проведення марксистських гуртків. 
Лише з 1948 року група почала брати участь у житті Четвертого Інтернаціоналу, починаючи з його Другого конгресу. Як зазначено в тому ж документі: «Участь у робітничих боротьбах і в Четвертому Інтернаціоналі дала змогу подолати ці ухили та зміцнити групу».

### Робота на фабриках
Невдовзі після свого створення у 1945 році організація взяла участь у масштабних страйках робітників аргентинських м’ясокомбінатів — на той час це була одна з найчисельніших і найвпливовіших груп трудящих у країні. Завдяки участі в страйку всі члени відповідного фабричного комітету приєдналися до групи Морено. Група також керувала фабричними комітетами на цементно-трубних заводах та на підприємствах шкіряної промисловості. Крім того, організація активно працювала в робітничому районі Villa Pobladora, де Науель Морено став президентом місцевого клубу «Corazones Unidos».

### Більшовицька фракція
У 1953 році в лавах Четвертого Інтернаціоналу відбувся великий розкол, спричинений ідейними розбіжностями між Мішелем Пабло та більшістю керівництва Інтернаціоналу. Передумовою цього розколу стало те, що 1952 року Міжнародна комуністична партія — французька секція ЧІ — ухвалила концепцію специфічного ентризму в лави комуністичних партій. У 1963 році Морено бере участь в об'єднанні Четвертого Інтернаціоналу.
Морено бере участь у роботі Четвертого Інтернаціоналу протягом багатьох років після його об'єднання у 1963-му. Він мав численні конфлікти з аргентинськими угрупованнями, що декларували себе троцькістськими в Аргентині. Зокрема він конфліктував з Хуаном Посадасом та Народною революційною армією (ERP) через їхню партизанську орієнтацію. В Аргентині Четвертий Інтернаціонал мав дві офіційні секції: Соціалістичну партію трудящих  Морено та НРА — остання була партизанською і ґеваристською, відповідно до лінії, яку відстоював Ернест Мандель, головний лідер Об'єднаного секретаріату Четвертого Інтернаціоналу.
Наприкінці 1970-х Науель Морено розходиться в поглядах з Ернестом Манделем щодо значення сандиністського руху та природи революції в Нікарагуа. З огляду на це Морено створює «Більшовицьку фракцію» всеридині ЧІ. Його прихильники, яких називали мореністами, організували міжнародну «Бригаду Сімона Болівара», що воювала на боці сандиністів. Водночас бригаду засновували незалежні від Фронту національного визволення профспілки, що згодом викликало конфлікт. Коли ФНВ зажадав, аби бригада склала зброю, ті відмовилися. У відповідь сандиністи вигнали їх з країни й передали вояків панамській військовій диктатурі.
Мандель і більшість керівництва Четвертого Інтернаціоналу вважали, що бригада повинна була або роззброїтись, або приєднатися до сандиністів. Через цю розбіжність Морено розірвав стосунки з секретаріатом Інтернаціоналу і вийшов із його складу. Згодом він почав співпрацювати з троцькістською групою П'єра Ламбера, однак і цей союз розпався в 1981 році після того, як Ламбер підтримав уряд Народного фронту Франсуа Міттерана.

### Утворення Інтернаціоналу
У січні 1982 року відбулася міжнародна зустріч Більшовицької фракції і двох важливих колишніх соратників Ламберта — Рікардо Напурі (Перу) та Альберто Франчески (Венесуела). Однією з головних тем зустрічі стала кампанія на захист «революційної честі» Напурі, якого атакував Ламбер через його політичні розбіжності з ним. Іншим ключовим питанням було обговорення побудови нового Інтернаціоналу.
Після того як учасники одноголосно підтримали кампанію, зустріч переросла в Установчу конференцію нової міжнародної організації. На ній були ухвалені Засадничі тези та Статут Міжнародної ліги трудящих — Четвертого Інтернаціоналу. Як зазначали її засновники, МЛТ–ЧІ — це не просто перейменована Більшовицька фракція: до неї також увійшли Альберто Франчески та його партія МІР, яка порвала з ламбертизмом. Невдовзі до МЛТ–ЧІ приєднався і Рікардо Напурі разом із половиною перуанської партії, що також вийшла з групи Ламбера.
У 1985 році МЛТ–ЧІ у своєму маніфесті закликала до створення Революційного єдиного фронту (РЄФ), який би ґрунтувався на революційній перехідній програмі. Його метою було протистояти об’єднаному фронту імперіалізму, національних буржуазій, церкви, сталінізму, кастроїзму, сандинізму та профспілкової бюрократії.

## Політичні позиції

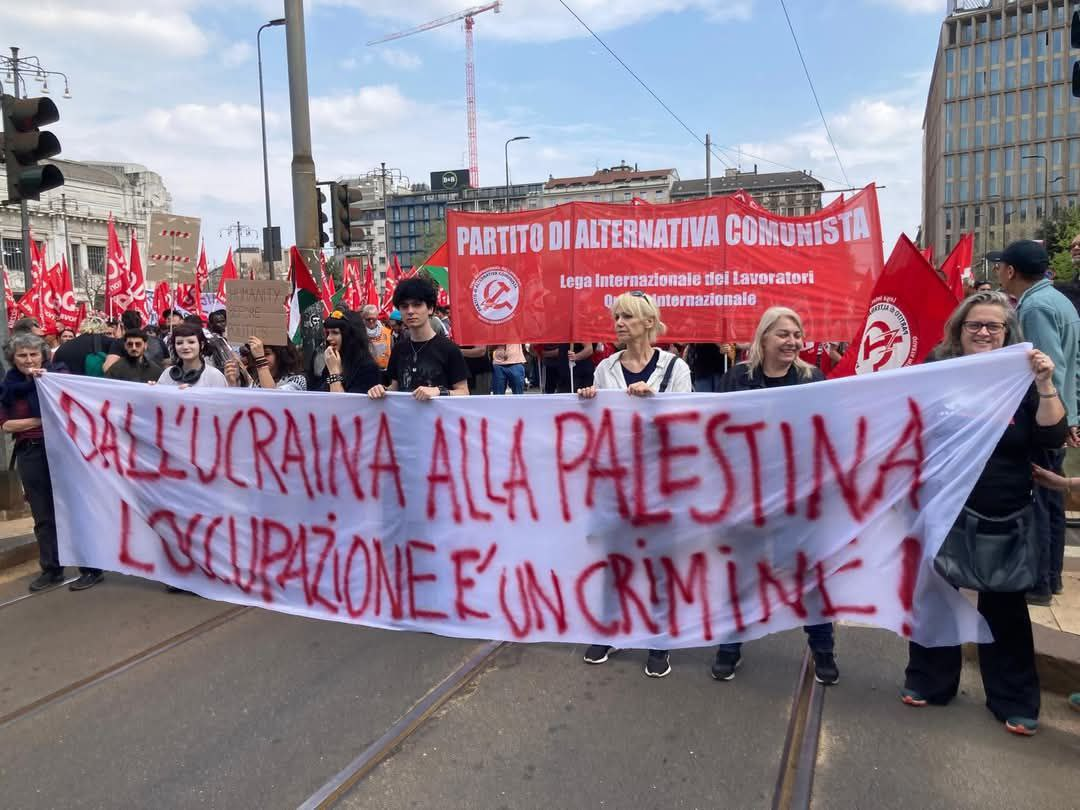
Італійська партія «» (учасниця МЛТ–ЧІ) на мітингу в підтримку України та Палестини. Напис на транспаранті: «Від України до Палестини ― всі окупації злочинні»

### Ізраїльсько-палестинський конфлікт
Міжнародна ліга трудящих виступає за створення світської і демократичної Палестинcької держави від річки до моря та засуджує дії Ізраїлю, США та ЄС, як колоніальні та расистські.
МЛТ–ЧІ відкидає концепцію «двох держав», вважаючи її легітимацією етнічних чисток і колоніальної політики Ізраїлю. Організація підтримує збройний опір палестинського народу, включаючи інтифади, страйки, бойкоти та масові мобілізації, спрямовані на поразку Ізраїлю у війні. Водночас вона закликає до перетворення цієї боротьби на міжнародну соціалістичну революцію, яка об'єднає робітничі та народні рухи в арабських країнах та по всьому світу.

### Російсько-українська війна
Міжнародна ліга трудящих засуджує російське вторгнення в Україну як акт імперіалістичної агресії та висловлює повну солідарність із українським народом. Ліга виступає за поразку російського вторгнення, повне відновлення територіальної цілісності України, виведення всіх окупаційних військ та скасування зовнішнього боргу України. МЛТ–ЧІ також засуджує НАТО, ОДКБ та ЄС, визначаючи їх як імперіалістичних акторів, і наголошуючи на тому, що жоден імперіалізм не може бути союзником трудящих. МЛТ виступила проти запропонованої Дональдом Трампом угоди про корисні копалини, назвавши її колоніальною. 
Водночас МЛТ займає критичну позицію щодо уряду Володимира Зеленського. Інтернаціонал засуджує його економічну політику, зокрема впровадження реформ, нав'язаних Міжнародним валютним фондом, які включають продаж сільськогосподарських земель іноземцям, скорочення заробітних плат, зменшення соціальних витрат та масові звільнення. МЛТ–ЧІ закликає до самостійної організації українського робітничого класу та масової боротьби за національне визволення без опори на буржуазні уряди чи імперіалістичні сили.

## Офіційні секції
| Країна     | Назва                                    |
| ---------- | ---------------------------------------- |
| Аргентина  | Соціалістична партія трудящих            |
| Бразилія   | Об'єднана соціалістична робітнича партія |
| Чилі       | Міжнародний робітничий рух               |
| Колумбія   | Соціалістична робітнича партія           |
| Коста-Рика | Робітнича партія                         |
| Сальвадор  | Соціалістична єдність трудящих           |
| Гондурас   | Соціалістична робітнича партія           |
| Італія     | Комуністична альтернатива                |
| Парагвай   | Робітнича партія                         |
| Перу       | Соціалістична робітнича партія           |
| Португалія | На передовій                             |
| Іспанія    | Червоний напрям                          |

### Симпатизуючі секції
| Country         | Section Name                   |
| --------------- | ------------------------------ |
| Бельгія         | Комуністична робітнича ліга    |
| Болівія         | Соціалістична боротьба         |
| Еквадор         | Рух за соціалізм               |
| Мексика         | Робітнича соціалістична група  |
| Панама          | Робітнича ліга за соціалізм    |
| Сенегал         | Сенегальська народна ліга      |
| Велика Британія | Міжнародна соціалістична ліга  |
| США             | Голос робітництва              |
| США             | Робітнича течія                |
| Уругвай         | Соціалістична лівиця трудящих  |
| Венесуела       | Соціалістична єдність трудящих |